# Rousserolle des Cook
Acrocephalus kerearako
Espèce
Statut de conservation UICN

 NT  : Quasi menacé
La Rousserolle des Cook (Acrocephalus kerearako) est une espèce de passereau appartenant à la famille des Acrocephalidae.

## Aire de répartition
Cette espèce est endémique des îles Cook dans le Pacifique, elle se rencontre sur les îles de Mangaia et de Mitiaro dans le groupe des îles du sud.

## Habitat
Cet oiseau est un hôte des roselières, des jardins et des espaces boisés.

## Sous-espèces
D'après Alan P. Peterson, il existe deux sous-espèces :
- Acrocephalus kerearako kaoko Holyoak, 1974 : Mitiaro ;
- Acrocephalus kerearako kerearako Holyoak, 1974 : Mangaia.

## Synonymes
Acrocephalus vaughani kerearako Holyoak, 1974
Acrocephalus vaughani kaoko Holyoak, 1974

## L'animal et l'homme

### Nom enmāori des îles Cooket symbolique
Cet oiseau est connu des habitants sous le nom vernaculaire de kereārako  à Mangaia et sous celui de kaoko à Mitiaro. Il est dans la symbolique locale synonyme d'une personne bavarde ou qui parle pour ne rien dire, ce qui selon l'étiquette et les règles de bienséance des Cook est particulièrement mal vu bien que l'existence même des expressions suivantes montre que cela est une pratique courante. Par exemple, « Māniania ! 'Ā te kereārako rāi koe » : « Tais toi ! Tu es aussi bavard(e) que le kerearako ! », ou encore   « 'E punua kereārako 'ua, 'e turituri rā »  : « Ce n'est qu'un(e) jeune kerearako mais il/elle est bruyant(e) ».

### Philatélie
L'espèce est représentée sur un timbre-poste des îles Cook de 1967 (10 c.).[réf. nécessaire]

## Publication originale
- Holyoak, 1974 : Undescribed land birds from the Cook Islands, Pacific Ocean. Bulletin of the British Ornithologists' Club, vol. 94, n. 4, p. 145-150.